# 中央 (青森市)
中央（ちゅうおう）は、青森県青森市の地名。一丁目から四丁目までが置かれている。郵便番号030-0822。

## 地理
西は青森中央大橋のある青森県道120号荒川青森停車場線をはさんで長島、東は国道103号をはさんで橋本・勝田・奥野、北は国道4号をはさんで本町、南は青い森鉄道線をはさんで桂木・大字浦町に接する。中央という地名の由来ともいえる青森市役所は、一丁目の北端中央にある。また、同じく日本銀行青森支店が置かれるなど、市の中心であると同時に、県庁所在地の経済上の中心地とも言える。国道4号沿いから国道103号NTT前付近までは、保険会社等のビルが多く、南西部では住宅地が広がっている。最南部地点には国道103号利用者のための踏切が設置されている。

## 交通

### 道路
- 国道4号 - 沿道は、事務所をテナントに持つ雑居ビルが多い。
- 国道103号 - 通称「観光通り」。八甲田大橋がある。沿道は小規模な商店等が多い。
- 青森県道120号荒川青森停車場線（青森中央大橋） - 通称「柳町通り」。沿道は小規模な商店等が多い。

### バス停留所
下記のほか、青森市営バス浪館・中央循環線のバス停がある。
- 国道4号沿い -  「市役所前」　各社の路線が通過する。地内にある停留所は青森駅・市内西部方面に向かう路線が使用する。
- 国道103号沿い - 「みちのく銀行本店前」・「働く女性の家前」・「橋本三丁目」・「NTT青森支店前」はいずれも青森駅方面行き。

## 施設
中央一丁目
- 日本銀行青森支店
- 青森市役所
- 夜間急病センター
- 北日本銀行青森支店
- 申孝保育園
- ラ・プラス青い森（ホテル）
- タカラスタンダード青森ショールーム
- サークルK中央店

中央二丁目
- 青森市立浦町小学校
- ハローワーク青森
- 青森中央大橋
- 青森市中央西公園
- 安楽寺

中央三丁目
- 青森県警察本部交通管制センター
- 青森職業能力促進センター
- 青森県県民福祉プラザ
- 青森河川国道事務所
- アピオあおもり
  - 青森県男女共同参画センター
  - 青森県子ども家庭支援センター
- 青森市総合福祉センター
- 浦町保育園
- ドコモ東北青森ビル
  - ドコモショップ青森中央店

中央四丁目
- あおもり撞球倶楽部
- 八甲田大橋